# Christian Elliss
Christian Elliss (Highlands Ranch, 2 gennaio 1999) è un giocatore di football americano statunitense che milita nel ruolo di linebacker per i New England Patriots della National Football League (NFL).

## Carriera

### Minnesota Vikings
Dopo non essere stato scelto nel Draft NFL 2021, Elliss firmò con i Minnesota Vikings. Dopo una partita di pre-stagione fu multato di 3.731 dollari per violenza non necessaria. Fu svincolato due giorni dopo, il 23 agosto.

### Philadelphia Eagles
Elliss firmò con la squadra di allenamento dei Philadelphia Eaglesil 9 settembre. Fu svincolato il 6 ottobre ma rifirmò con la squadra di allenamento cinque giorni dopo. Fu svincolato il 18 ottobre.

### San Francisco 49ers
Il 3 novembre 2021 Elliss firmò con la squadra di allenamento dei San Francisco 49ers ma fu svincolato dopo una settimana.

### Ritorno ai Philadelphia Eagles
Elliss rifirmò con la squadra di allenamento dei Philadelphia Eagles il 24 novembre. Debuttò nella NFL l'8 gennaio 2022 nella gara dell'ultimo turno contro i Dallas Cowboys, mettendo a segno 3 tackle nella sconfitta per 51-26. Il 18 gennaio 2022 firmò un nuovo contratto da riserva.
Il 30 agosto 2022 Elliss fu svincolato dagli Eagles e rifirmò con la squadra di allenamento il giorno successivo. Fu promosso nel roster attivo per la gara della settimana 13 contro i Tennessee Titans e fu un giocatore chiave negli special team, facendo registrare 5 placcaggi e aiutando a bloccare per il punt returner Britain Covey che ebbe la seconda più alta media per ritorno della stagione. Il 23 dicembre firmò per il roster attivo. Concluse la stagione regolare 2022 con sei presenze e 11 tackle.

### New England Patriots
Il 7 dicembre 2023 Elliss firmò con i New England Patriots.

## Palmarès
- National Football Conference Championship: 1

Philadelphia Eagles: 2022